# Театр Немчинова

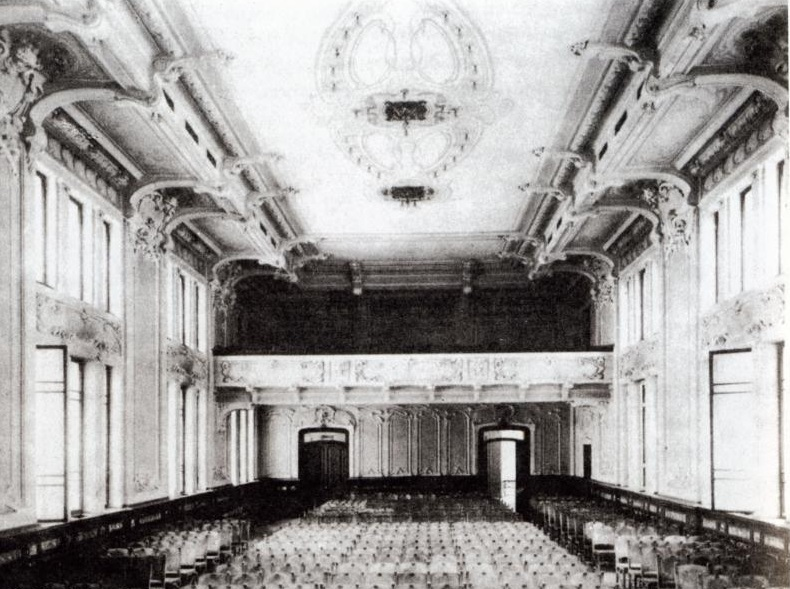
Зал театра Немчинова. Фотография конца XIX века.

Театр Немчинова (также немчиновский театр, «немчиновка», театр Гирша) — утраченное здание театра в Москве. Располагался в доме Гирш на углу Поварской и Мерзляковского переулка на втором и третьем этажах здания по современному адресу Мерзляковский переулок, дом 1.
Театр был построен в 1870-х годах и назывался по имени тогдашнего владельца дома, статского советника М. А. Немчинова. После покупки дома братьями Гирш, театр был «не без некоторой роскоши» перестроен в 1899 году по проекту архитектора И. А. Иванова-Шица. Небольшой зал «немчиновки», наряду с «секретарёвкой» и «мошнинкой», позволил Власу Дорошевичу назвать его одним из «театров-табакерок».
Театр не имел собственной труппы; помещение сдавалось внаём, обычно любительским коллективам. Известность приобрёл в 1905 году, после того, как театр был снят К. С. Станиславским для «студии на Поварской», экспериментальной лаборатории МХТ под руководством В. С. Мейерхольда.
В здании театра Гирша 21 ноября 1905 прошло первое заседание Московского городского совета.
Зал был разрушен при попадании авиабомбы во время Великой Отечественной войны.